# Felix Marc

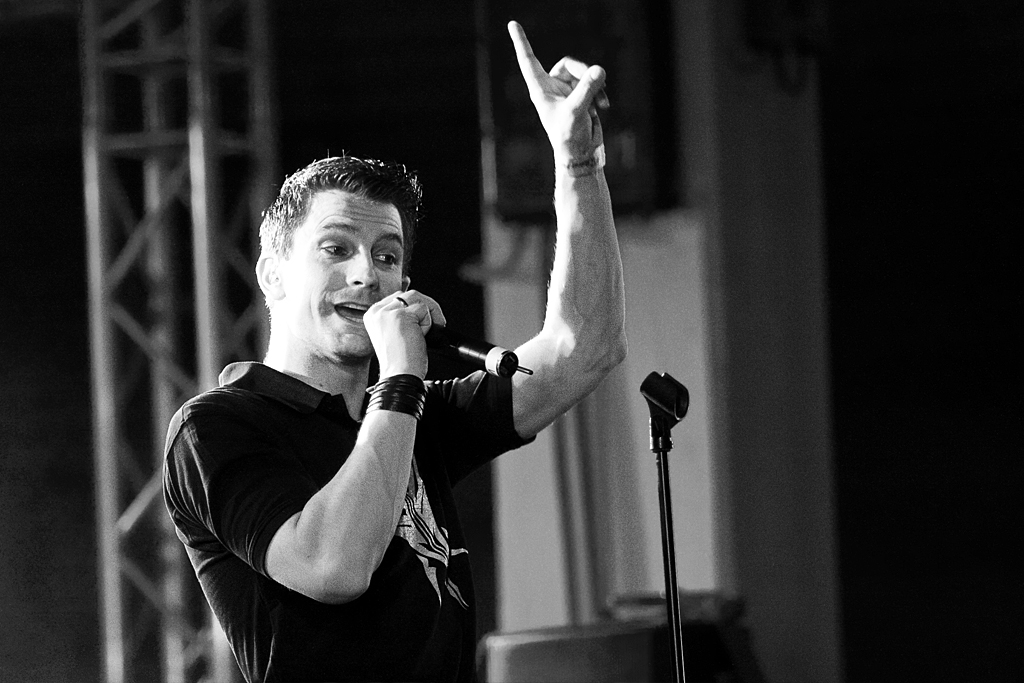
Felix Marc als Sänger von Frozen Plasma auf dem Amphi Festival 2013

Felix Marc (* 5. September 1975) ist ein deutscher Sänger und Songwriter. Neben seiner Arbeit als Sänger von Frozen Plasma und Keyboarder bei Diorama ist er als Solokünstler tätig.

## Diskografie
- 2008: Pathways
- 2011: Parallel Worlds
- 2011: The Muse (Maxi-Single)
- 2017: Alternative Facts
- 2017: Alternative Facts (Extended Edition)
- 2019: Substance